# Park Kultury (stanice metra v Nižním Novgorodě)
Park Kultury (rusky Парк Культуры) je jedna ze stanic metra Nižního Novgorodu. Je ze všech v síti nejjižnější, konečná Avtozavodské linky. Pojmenována je podle sousedního parku, umístěna je nedaleko Molodjožného prospektu.
Stanice byla otevřena 15. listopadu 1989, její projektový název zněl Ždanovskaja. Jedná se o hloubenou jednolodní stanici s ostrovním nástupištěm a dvěma výstupy vyvedenými do mělce umístěných vestibulů. Z nich pak navazují mnohé výstupy do okolního sídliště a k parku. Umělecké předměty ve stanici jsou dva, a to reliéfy s tematikou rekreace a odpočinku ve stylu socialistického realismu. Osvětlení zajišťují lustry zavěšené na stropě stanice. Od roku 1996 jsou však v nich umístěné sodíkové výbojky (patrně z úsporných důvodů), které tak zcela změnily ráz celého Parku Kultury. Jižním směrem dále za stanicí se nacházejí odstavné koleje. V současné době je celá stanice relativně vytížená, vzhledem k tomu, že sem směřuje mnoho linek příměstských autobusů.